# Statuia Victoriei din Tișița
Statuia Victoriei din Tișița este un monument istoric aflat pe teritoriul localitate componentă Tișița, orașului Mărășești, operă a sculptorului Oscar Han.